# Herman al IV-lea de Suabia
Herman al IV-lea (n. 1015 – d. 28 iulie 1038, Napoli, Ducatul de Neapole), membru al familiei de Babenberg, a fost duce de Suabia de la 1030 până la moarte.
Herman a fost cel de al doilea fiu al ducelui Ernest I de Suabia cu soția sa, Gisela. El a devenit duce în 1030, ca urmare a morții fratelui său mai mare, Ernest al II-lea, pe când era încă minor.
Șapte ani mai târziu, tatăl său vitreg, împăratul Conrad al II-lea l-a căsătorit pe Herman cu Adelaida de Susa, marchiză de Torino, în ianuarie. În iulie al aceluiași an, pe când se afla în campanie alături de Conrad în sudul Italiei, Herman a fost lovit de o epidemie în apropiere de Napoli. În continuare, Conrad a transferat domnia asupra Ducatului de Suabia pe seama propriului său fiu, Henric I (viitorul împărat Henric al III-lea), în vreme ce Adelaida s-a recăsătorit cu Henric de Montferrat.
Herman a fost înmormântat în catedrala din Trento, din cauză că vremea călduroasă a acelei veri a făcut imposibilă mutarea trupului său în Germania.

## Urmași
Herman al IV-lea și Adelaida de Susa au avut cel puțin trei copii:
- Gebhard I, conte de Sulzbach
- Adalbert I, conte de Windberg
- Adelaida, căsătorită cu Herman de Peugen